# Vrångsjön, Östergötland
Vrångsjön är en sjö i Norrköpings kommun i Östergötland och ingår i Kilaån-Motala ströms kustområde. Sjön är 5,5 meter djup, har en yta på 0,308 kvadratkilometer och befinner sig 57,1 meter över havet. Sjön avvattnas av vattendraget Kvarseboån.

## Delavrinningsområde
Vrångsjön ingår i det delavrinningsområde (650385-154709) som SMHI kallar för Mynnar i havet. Medelhöjden är 79 meter över havet och ytan är 24,3 kvadratkilometer. Det finns inga avrinningsområden uppströms utan avrinningsområdet är högsta punkten. Avrinningsområdets utflöde Kvarseboån mynnar i havet. Avrinningsområdet består mestadels av skog (72 procent) och jordbruk (11 procent). Avrinningsområdet har 0,31 kvadratkilometer vattenytor vilket ger det en sjöprocent på 1,3 procent.